# Mount Reece
Mount Reece ist ein 1085 m hoher, spitzer und unvereister Berg im Grahamland auf der Antarktischen Halbinsel. Er ragt 6 km westlich des Pitt Point im Süden der Trinity-Halbinsel auf. Er ist die höchste Erhebung eines Gebirgskamms, der die Südwand des Victory-Gletschers bildet.
Der Falkland Islands Dependencies Survey (FIDS) kartierte ihn 1945. Der FIDS benannte ihn nach dem britischen Geologen und Meteorologen Alan William Reece (1921–1960), der für den FIDS 1945 auf Deception Island sowie 1946 in der Hope Bay tätig war und an der Norwegisch-Britisch-Schwedischen Antarktisexpedition (1949–1952) teilnahm.